# 韋爾弗利特 (麻薩諸塞州)
韋爾弗利特（英語：Wellfleet）是一個位於美國麻薩諸塞州巴恩斯特布爾縣的鎮。

## 人口
根據2020年美國人口普查的數據，韋爾弗利特的面積為91.70平方千米，當中陸地面積為51.30平方千米，而水域面積為40.40平方千米。當地共有人口3566人，而人口密度為每平方千米39人。

## 地理
根据美国人口调查局的数据，该镇总面积为35.4平方英里（91.7平方），其中陆地面积为19.8平方英里（51.3平方），水域面积为
15.6平方英里（40.5平方），占韦尔弗利特总面积的44.1%。